# Mardschaʿ-e Taghlid
Mardschaʿ-e Taghlid (arabisch مرجع التقليد Mardschaʿ at-Taqlīd, DMG marǧaʿ at-taqlīd, persisch مرجع تقليد, DMG marǧaʿ-e taqlīd) bedeutet absolute Quelle/Instanz der Nachahmung und ist die höchste Bezeichnung eines zwölfer-schiitischen Religionsgelehrten für das Amt des höchsten  Juristen.

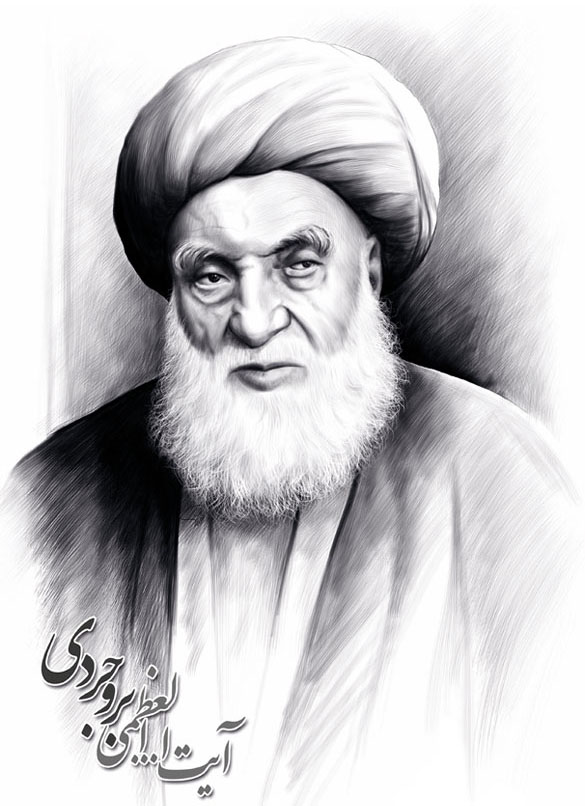
Der letzte Mardschaʿ-e taghlid Hossein Borudscherdi

## Entstehung
Mit Ausbildung der religiösen Hierarchie im 19. Jahrhundert trat im Iran, neben der Abstufung innerhalb der religiösen Titel (siehe Mullah), auch erstmals eine absolute und einzigartige Autorität hervor, der Mardschaʿ, dessen Entscheidung der Gläubige blindlings, wie Heinz Halm schreibt, folgt (siehe Taqlid).

## Mardscha oder Großajatollah
Es gibt keinen formalen Prozess, einem bedeutenden religiösen Gelehrten den Titel eines Mardschaʿ oder Mardschaʿ-e Taghlid zu verleihen. Konsens besteht jedoch darin, dass der Mardschaʿ eine umfassende juristische Abhandlung über die Scharia verfasst haben muss. Selbst hochgeschätzte Theologen, Koran-Kommentatoren oder islamische Philosophen werden nicht mit diesem Titel bedacht. In der schiitischen Geschichte wurden ab dem 19. Jahrhundert übergeordnete Ajatollahs als Mardschaʿ bezeichnet, ab den 1920er Jahren etablierte sich für Mardschaʿ der Begriff Großajatollah.
In der jüngeren Geschichte wurden einige Ajatollahs, jedoch nur von ihren Anhängern, als mardschaʿ-e Taghlid bezeichnet, so z. B. Ruhollah Chomeini (Iran), Abu l-Qasim al-Choei (Irak) oder Muhammad Hussein Fadlallah (Libanon).
Obwohl jeder Mardscha auf derselben Stufe der religiösen Hierarchie steht, gab es meist einen Mardscha, der mehr Autorität besaß als die anderen. Wer dieser Mardscha war, wurde entsprechend der Tradition vom Monarchen bestimmt. Nach dem Tod des „obersten Mardscha“ schrieb der Schah ein Kondolenzschreiben an einen der Geistlichen. Der Geistliche, der den Kondolenzbrief des Schahs erhielt, konnte den Titel des ranghöchsten Geistlichen für sich in Anspruch nehmen.

## Mardschaʿ-e taghlid
Bisher wurden als mardschaʿ-e Taghlid von allen Schiiten anerkannt:
- Mortaza Ansari (1799–1864), Mardschaʿ-e Taghlid von 1850–1864[4]
- Mohammad Hasan Schirazi (1815–1895), Mardschaʿ-e Taghlid von 1864–1895[5]
- Hossein Ali Borudscherdi (1875–1961), Mardschaʿ-e Taghlid von 1946–1961[6][7][8]